# Seeoff
Seeoff ist ein neues, vom Bundesministerium für Wirtschaft und Energie (BMWi) gefördertes Forschungsvorhaben mit dem Ziel, wirtschaftliche und technische Konzepte zum zukünftigen Rückbau von Offshore-Windparks zu untersuchen.

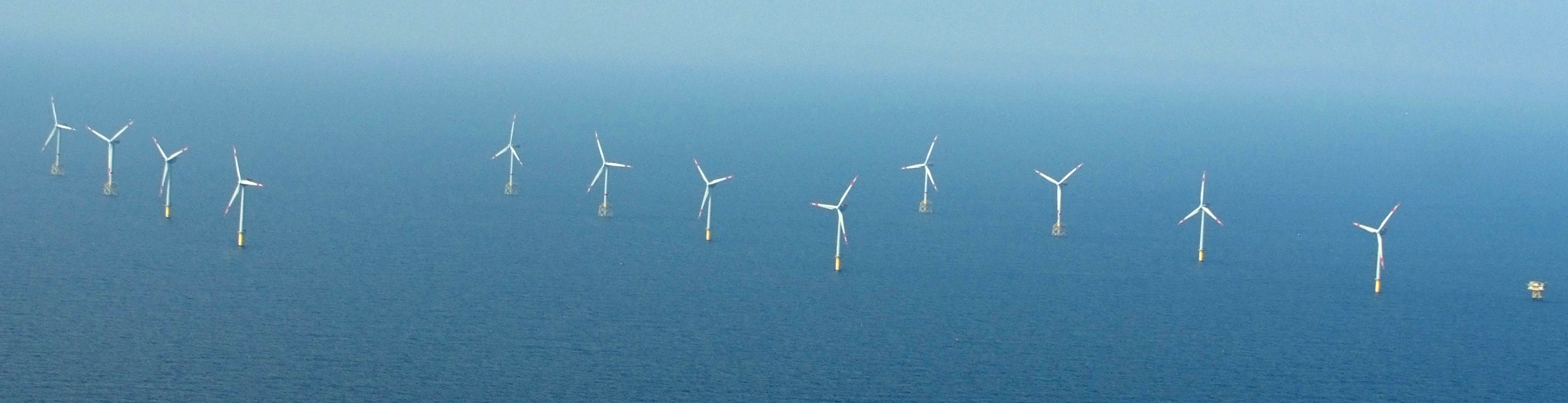
Der Offshore-Windpark alpha ventus ist einer der ersten Offshore-Windparks, die rückgebaut werden müssen (Luftbild im Mai 2012)

## Hintergrund und Förderung
In der Nord- und Ostsee müssen in den nächsten zehn bis 15 Jahren mehrere Offshore-Windparks zurückgebaut werden. Das interdisziplinäre Vorhaben Seeoff ist ein Verbundprojekt, bestehend aus Forschungseinrichtungen und Industriepartnern, das von einem kompetenten Beirat begleitet wird. Das Projekt wird mit 1,1 Mio. € über eine Laufzeit von drei Jahren vom Bundesministerium für Wirtschaft und Energie im Rahmen des 6. Energieforschungsprogramms gefördert.

## Ziel des Forschungsvorhabens
Es sollen offene Fragen zur Demontage, Logistik, des Recyclings und der Rückbaukosten untersucht werden. Wichtig ist außerdem die Entwicklung von effizienten Rückbaustrategien, um negative Auswirkungen auf die Umwelt zu minimieren. Bei den Rückbaustrategien sind alle rechtlichen Vorgaben zu erfüllen, der Schutz der Umwelt zu gewährleisten und bei der aktiven Durchführung für eine hohe Arbeitssicherheit zu sorgen. In einem Handbuch sollen die Ergebnisse dokumentiert und der Offshorebranche zur Verfügung gestellt werden.

## Teilnehmer am Forschungsvorhaben
Die Projektkoordination wurde von der Hochschule Bremen übernommen, beteiligt sind die Fakultäten Architektur, Bau und Umwelt sowie Wirtschaftswissenschaften. Teilnehmer am Forschungsvorhaben sind Unternehmen der Offshoretechnik und Entsorgungsbranche. Beteiligt an dem Forschungsvorhaben sind:
- Deutsche Windtechnik
- Repowering GmbH & Co. KG,
- Nehlsen GmbH & Co. KG
- Stiftung Offshore-Windenergie
- Vattenfall Europe Windkraft GmbH,
- Tennet Offshore GmbH
- EnBW Energie Baden-Württemberg AG